# Плют, Михаил Андреевич
 Плю́т, Михаи́л Андре́евич (13 октября 1924 — 17 марта 1996) — ветеран и герой Великой Отечественной войны, полный кавалер ордена Славы.

## Биография
Родился в крестьянской семье. Белорус. Окончил 7 классов средней школы, с ранней юности работал в местном колхозе. Во время Великой Отечественной войны в августе 1942 года (ещё не исполнилось 18 лет) был призван Шегарским райвоенкоматом в ряды Красной Армии. С декабря 1942 — в действующей армии, на передовой.
Нет информации, в составе каких воинских соединений и частей служил в период с декабря 1942 по июнь 1944. В 1944 воевал в составе 2-го Прибалтийского, затем 1-го Белорусского фронтов.
За время службы Михаил Плют неоднократно отличился в боях с фашистскими захватчиками, проявил личное мужество. Прошёл трудный боевой путь, участвовал в освобождении оккупированных территорий Псковской области РСФСР, Латвии, Белоруссии, Прибалтики, Польши (освобождал Варшаву), штурмовал Германию, участник битвы за Берлин.
После войны в 1947 году был демобилизован из армии, вернулся в родную Шегарку. Жил и работал в райцентре — селе Мельниково Томской области.
Русский, член КПСС с 1944.
Умер 17 марта 1996 года, похоронен в селе Мельниково Шегарского района.

## Подвиги
- Командир орудия 780-го артиллерийского полка (207-я стрелковая дивизия, 3-я ударная армия, 2-й Прибалтийский фронт) сержант Михаил Плют вместе с расчётом орудия 16-го июля 1944 года в бою при прорыве обороны противника в районе города Себеж (Псковская область) уничтожил более 20 солдат и офицеров врага, подавил огонь миномётной батареи. 8-го сентября 1944 года награждён орденом Славы III-й степени.
- 10-го октября 1944 года сержант Плют в восточной части города Рига Латвийской ССР, выполняя обязанности наводчика, вывел из строя штурмовое орудие противника и уничтожил свыше 10 гитлеровцев. 15-го января 1945 года награждён орденом Славы II-й степени.
- Командуя орудием, старший сержант Михаил Плют, в составе того же соединения (полка, дивизии, армии), но уже в составе 1-го Белорусского фронта, 10-11 марта 1945 года в районе города Панков (Германия) прямой наводкой уничтожил свыше 15 гитлеровцев, подавил 2 зенитных орудия и 2 пулемётные точки, сжёг несколько автомашин с боевым снаряжением. 31-го мая 1945 года награждён орденом Славы I степени.

Получив в боях три звезды солдатской Славы, Михаил Андреевич Плют стал солдатом-героем, полным Кавалером Ордена.

## Награды
- Орден Отечественной войны I-й степени (1985).
- Три ордена Славы: III-й степени (08.09.1944), II-й степени (15.01.1945), I-й степени (31.05.1945).
- Медаль «За отвагу» (15.03.1945).
- Медаль «За победу над Германией в Великой Отечественной войне 1941—1945 гг.» (09.05.1945).
- Медаль «За освобождение Варшавы» (09.06.1945).
- Медаль «За взятие Берлина» (09.06.1945).

## Память
- Имя Михаила Андреевича Плюта представлено на Памятной стеле томичей-героев на аллее Боевой славы томичей в Лагерном саду города Томска.
- В Мельниково названа улица в честь Михаила Андреевича Плюта
- В районном центре Шегарского района селе Мельниково на аллее героев-шегарцев представлен портрет М. А. Плюта.